# Winnagóra (przystanek kolejowy)
Winnagóra – zlikwidowany przystanek osobowy w Górzykowie na linii kolejowej nr 379 Konotop – Sulechów, w województwie lubuskim w Polsce.